# The Snake (píseň)
„The Snake“ je píseň, kterou v roce 1963 napsal americký zpěvák Oscar Brown. Proslavil ji v roce 1968 zpěvák Al Wilson. Singlu, na jehož B-straně se nacházela píseň „Willoughby Brook“, se v USA příliš velkého úspěchu nedostalo, hitem se však stal ve Spojeném království. V září 1975 se vyšplhal na 41. příčku zdejší hitparády UK Singles Chart. Podnikatel Donald Trump četl v rámci své prezidentské kandidatury text této písně, aby objasnil svůj názor na uprchlickou krizi v souvislosti s Občanskou válkou v Sýrii.